# Araneus bicavus
Araneus bicavus là một loài nhện trong họ Araneidae.
Loài này thuộc chi Araneus. Araneus bicavus được miêu tả năm 1994 bởi Zhu & Jia-Fu Wang.